# Emin Grozdanic
Emin Grozdanic (5 luglio 1999) è un calciatore svedese, difensore dell'IFK Värnamo.

## Carriera
Il club in cui ha cominciato a giocare a calcio è stato l'IFK Göteborg, con cui ha giocato da bambino dal 2007 al 2013. Nel 2014 è passato al settore giovanile di un'altra squadra cittadina, il GAIS.
Nel giugno 2017, non ancora diciottenne, ha collezionato le sue prime due presenze nel campionato di Superettan (la seconda serie nazionale) con la prima squadra del GAIS. Per la stagione 2018, la dirigenza lo ha inserito a titolo definitivo nel gruppo della prima squadra. Durante la Superettan 2018 è stato schierato dal tecnico neroverde Bosko Orovic in 7 occasioni, tutte da titolare. A fine torneo, la società ha annunciato che il giocatore avrebbe lasciato il club per proseguire altrove la carriera.
Il 28 marzo 2019, a pochi giorni dalla chiusura del mercato e dall'inizio dei campionati svedesi, Grozdanic è stato annunciato come nuovo giocatore del Syrianska, altra squadra militante nella seconda serie nazionale. La sua permanenza in giallorosso è durata una stagione, durante il quale ha alternato presenze da titolare (12) ad un paio di apparizioni dalla panchina, rimanendo in panchina o in tribuna nelle restanti 16 partite della Superettan 2019 che ha visto il Syrianska chiudere all'ultimo posto e retrocedere.
Nel marzo 2020 è tornato al suo vecchio club, il GAIS, con un contratto valido inizialmente fino a luglio ma successivamente rinnovato fino al dicembre 2022. Nella stagione del suo ritorno ha alternato presenze dal primo minuto (7) ad altre da subentrante (10), tuttavia dalla Superettan 2021 in poi si è ritagliato in pianta stabile un posto nell'undici titolare. Quella stagione 2021 ha visto però i neroverdi scendere nella terza serie nazionale: nonostante la retrocessione, Grozdanic è comunque rimasto in rosa anche nel 2022 fino alla scadenza contrattuale di fine anno, contribuendo alla risalita della squadra in Superettan.
In vista della stagione 2023 il giocatore si è trasferito a parametro zero all'IFK Värnamo, società che aveva appena chiuso con la salvezza il primo campionato di Allsvenskan della propria storia. Con la maglia biancoblu Grozdanic ha disputato il primo anno nella massima serie svedese della sua carriera, ritagliandosi fin da subito un posto da titolare al centro della difesa.